# Bromus rigidus
Il forasacco massimo (Bromus rigidus Roth, 1790) è una pianta angiosperma monocotiledone appartenente alla famiglia delle Poacee (o Gramineae, nom. cons.).

## Etimologia
Il nome generico (bromus) deriva dalla lingua greca ed è un nome antico per l'avena. L'epiteto specifico (rigidus) significa "rigido" riferito ad alcune parti della pianta con una simile proprietà.
Il nome scientifico della specie è stato definito dal botanico e medico tedesco Albrecht Wilhelm Roth nella pubblicazione "Botanisches Magazin. [Edited by Römer & Usteri]. Zurich" (Roem. & Ust. Mag. Bot. iv. (1790) 21) del 1790.

## Descrizione

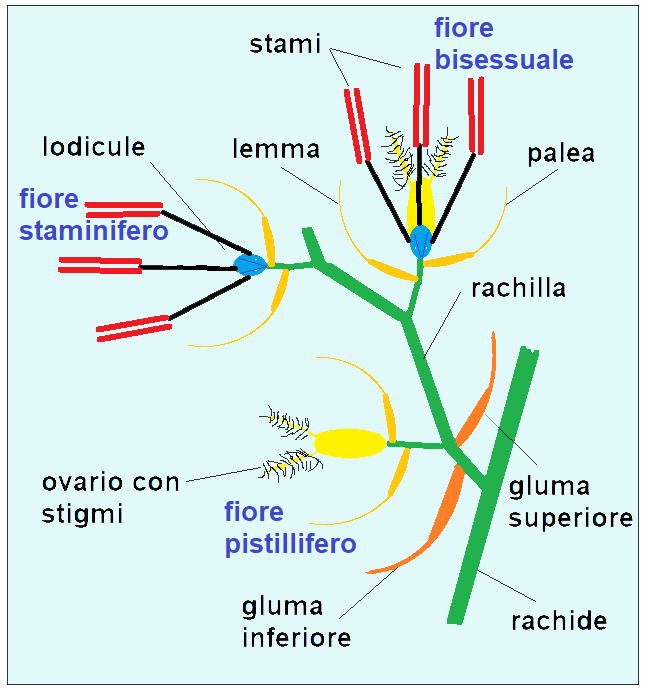
Spighetta generica con tre fiori diversi

Queste piante arrivano ad una altezza di 2 - 7 dm. La forma biologica è terofita scaposa (T scap), ossia in generale sono piante erbacee che differiscono dalle altre forme biologiche poiché, essendo annuali, superano la stagione avversa sotto forma di seme e sono munite di asse fiorale eretto e spesso privo di foglie.

### Radici
Le radici sono per lo più fascicolate; a volte sono secondarie da rizoma.

### Fusto
I culmi sono cavi a sezione più o meno rotonda. Il portamento in genere è ginocchiato-ascendente, incurvato in alto. La superficie è liscia e glabra.

### Foglie
Le foglie lungo il culmo sono disposte in modo alterno, sono distiche e si originano dai vari nodi. Sono composte da una guaina, una ligula e una lamina. Le venature sono parallelinervie. Non sono presenti i pseudopiccioli e, nell'epidermide delle foglia, le papille.
- Guaina: la guaina è abbracciante il fusto e priva di auricole (o raramente auricolate); la superficie è densamente pubescente per peli spalancati.
- Ligula: la ligula, acuta e più o meno sfrangiata, è membranosa e a volte è cigliata. Lunghezza: 3 – 5 mm,
- Lamina: la lamina ha delle forme generalmente lineari-lanceolate e piatte. La pubescenza, su entrambe le superfici, è appressata per lungi peli patenti (2 – 3 mm di lunghezza); i peli sono presenti soprattutto sul bordo (scabroso) e verso la base. Dimensioni delle foglie: larghezza 4 – 6 mm; lunghezza 10 – 25 cm.

### Infiorescenza
Infiorescenza principale (sinfiorescenza o semplicemente spiga): le infiorescenze, ascellari e terminali, in genere sono ramificate (2 - 3 rami per nodo) e sono formate da alcune spighette da erette a nutanti (orizzontali) e peduncolate ed hanno la forma di una pannocchia allargata ma rigida. I rami sono lunghi 1 – 3 cm; gli inferiori sono fascicolati a 1 - 3. La fillotassi dell'inflorescenza inizialmente è a due livelli, anche se le successive ramificazioni la fa apparire a spirale. L'asse della pannocchia è villoso. Lunghezza delle pannocchie: 10 – 25 cm.

### Spighetta
Infiorescenza secondaria (o spighetta): le spighette, lungamente pedicellate, a forma di cuneo e compresse lateralmente, sottese da due brattee distiche e strettamente sovrapposte chiamate glume (inferiore e superiore), sono formate da 5 - 7 fiori. Possono essere presenti dei fiori sterili; in questo caso sono in posizione distale rispetto a quelli fertili. Alla base di ogni fiore sono presenti due brattee: la palea e il lemma. La disarticolazione avviene con la rottura della rachilla tra i fiori. Dimensione delle spighette: larghezza 7 – 8 mm; lunghezza 15 – 30 mm (3 – 5 cm con le reste).
- Glume: le glume, persistenti, lanceolate o lineari e appuntite, sono disuguali (divise in inferiore e superiore). Possiedono alcune nervature longitudinali (1 quella inferiore e 3 quella superiore). Lunghezza delle glume: inferiore 15 – 20 mm; superiore 20 – 25 mm.
- Palea: la palea è un profillo con alcune venature; è cigliata o dentellata sui bordi.
- Lemma: il lemma, lineare-lanceolato, all'apice è dentellato; il dorso, percorso da 7 nervature, è scabro per aculei rivolti verso l'alto; la resta è lunga 25 – 75 mm (nei lemmi superiori è abbreviata). Alla fruttificazione diventa bruno. Lunghezza del lemma 20 – 30 mm (dalla base ai dentelli apicali).

### Fiori
I fiori fertili sono attinomorfi formati da 3 verticilli: perianzio ridotto, androceo  e gineceo.
- Formula fiorale:[7]

*, P 2, A (1-)3(-6), G (2–3) supero, cariosside.
- Il perianzio è ridotto e formato da due lodicule, delle squame traslucide, poco visibili (forse relitto di un verticillo di 3 sepali). Le lodicule sono membranose e non vascolarizzate.
- L'androceo è composto da 2 stami ognuno con un breve filamento libero e due antere purpureo-violacee. Le antere sono basifisse con deiscenza laterale e sono lunghe 1 mm. Il polline è monoporato.
- Il gineceo è composto da 3-(2) carpelli connati formanti un ovario supero. L'ovario, pubescente all'apice, ha un solo loculo con un solo ovulo subapicale (o quasi basale). L'ovulo è anfitropo e semianatropo e tenuinucellato o crassinucellato. Lo stilo, che si origina dal lato abassiale dell'ovario, è breve con due stigmi papillosi e distinti.
- Fioritura: da aprile a giugno.

### Frutti
I frutti sono del tipo cariosside, ossia sono dei piccoli chicchi indeiscenti colorati di marrone scuro, con forme ovoidali, nei quali il pericarpo è formato da una sottile parete che circonda il singolo seme. In particolare il pericarpo è fuso al seme ed è aderente. L'endocarpo non è indurito e l'ilo è lungo e lineare. L'embrione è piccolo e provvisto di epiblasto ha un solo cotiledone altamente modificato (scutello senza fessura) in posizione laterale. I margini embrionali della foglia non si sovrappongono. I cariossidi alla fruttificazione sono sottili.

## Biologia
Come gran parte delle Poaceae, le specie di questo genere si riproducono per impollinazione anemogama. Gli stigmi più o meno piumosi sono una caratteristica importante per catturare meglio il polline aereo. La dispersione dei semi avviene inizialmente a opera del vento (dispersione anemocora) e una volta giunti a terra grazie all'azione di insetti come le formiche (mirmecoria). In particolare i frutti di queste erbe possono sopravvivere al passaggio attraverso le budella dei mammiferi e possono essere trovati a germogliare nello sterco.

## Distribuzione e habitat

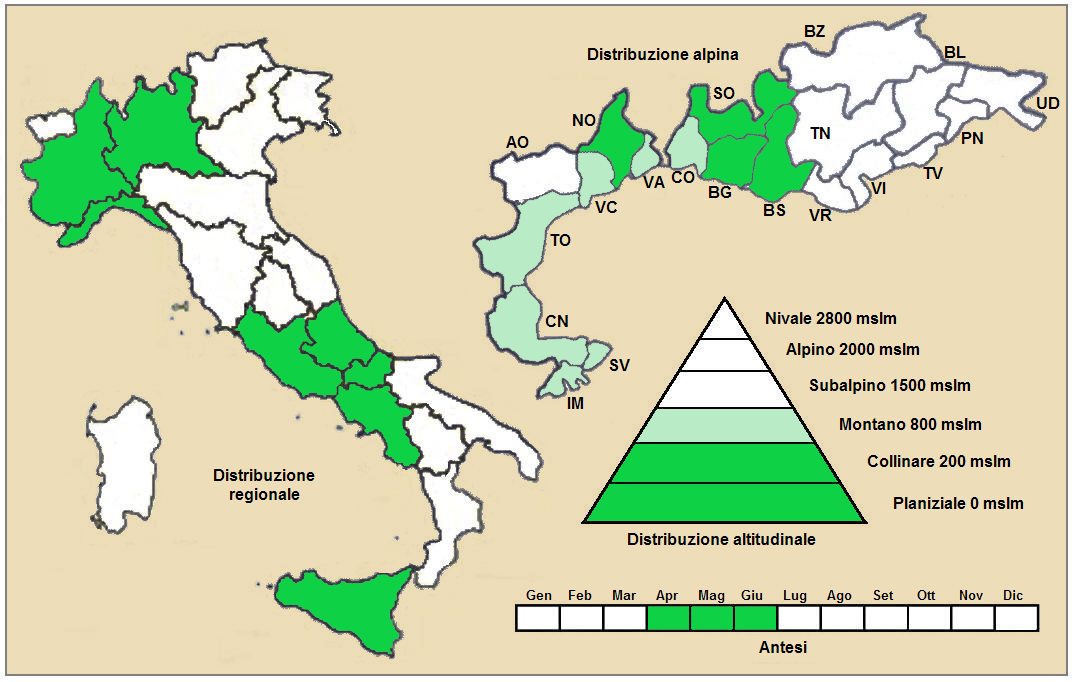
Distribuzione della pianta
(Distribuzione regionale – Distribuzione alpina)

- Geoelemento: il tipo corologico (area di origine) è Paleo-Subtropicale.
- Distribuzione: in Italia è una specie comune su tutto il territorio. Nelle Alpi si trova al centro. Fuori dall'Italia, sempre nelle Alpi, questa specie si trova in Francia (dipartimenti di Hautes-Alpes, Savoia e Alta Savoia). Sugli altri rilievi europei collegati alle Alpi si trova nel Massiccio del Giura, Massiccio Centrale e Pirenei.[16] Nel resto dell'Europa e dell'areale del Mediterraneo questa specie si trova soprattutto nell'Europa mediterranea, Transcaucasia, Anatolia, Siria e Africa mediterranea.[17] Fuori dall'Europa si trova in Asia sud-occidentale, Cina e Taiwan. (in America e Australia è una specie introdotta)[13]
- Habitat: gli habitat tipici per questa pianta sono gli ambienti ruderali, le aree incolte e i pascoli aridi. Il substrato preferito è calcareo ma anche siliceo con pH neutro, medi valori nutrizionali del terreno che deve essere arido.[16]
- Distribuzione altitudinale: sui rilievi queste piante si possono trovare fino a 800 m s.l.m.; nelle Alpi frequentano quindi i seguenti piani vegetazionali: collinare e in parte quello montano (oltre a quello planiziale – a livello del mare).

### Fitosociologia

#### Areale alpino
Dal punto di vista fitosociologico alpino Bromus rigidus appartiene alla seguente comunità vegetale:
- Formazione: delle comunità terofiche pioniere nitrofile
  - Classe: Stellarietea mediae

#### Areale italiano
Per l'areale completo italiano Bromus rigidus appartiene alla seguente comunità vegetale:
- Macrotipologia: vegetazione erbacea sinantropica, ruderale e megaforbieti.
  - Subclasse: Chenopodio-Stellarienea Rivas Goday, 1956
    - Ordine: Sisymbrietalia officinalis J. Tüxen ex W. Matuszkiewicz, 1962
      - Alleanza: Securigero securidacae–Dasypyrion villosi Cano-Ortiz, Biondi & Cano ex Cano-Ortiz, Biondi & Cano, 2015

Descrizione. L'alleanza Securigero securidacae–Dasypyrion villosi è relativa alle comunità erbacee nitrofile sviluppate su suoli ad elevata quantità di materiale organico (e azoto) e caratterizzate da densa copertura e consistente biomassa. La distribuzione delle specie di questa alleanza è nel Mediterraneo con climi temperati. In Italia questa cenosi è frequente soprattutto nelle regioni centro-meridionali.

## Tassonomia
La famiglia delle Poacee comprende circa 800 generi e oltre 9.000 specie. È una delle famiglie più numerose e più importanti del gruppo delle monocotiledoni. La famiglia è suddivisa in 12 sottofamiglie, il genere Bromus fa parte della sottofamiglia Pooideae, unico genere della tribù Bromeae.

### Filogenesi
La tribù Bromeae fa parte della supertribù Triticodae T.D. Macfarl. & L. Watson, 1982. La supertribù Triticodae comprende tre tribù: Littledaleeae, Hordeeae e Bromeae. All'interno della supertribù, la tribù Bromeae forma un "gruppo fratello" con la tribù Hordeeae.
I Bromus della flora spontanea italiana sono suddivisi in tre gruppi (o subgeneri) distinti: Festucaria G. et G., Anisantha Koch e Bromus s.s. La specie di questa voce appartiene al gruppo Anisantha. Il ciclo biologico di queste piante è annuo con un aspetto molto diverso dalle specie del genere Festuca. A maturità le spighette si allargano all'apice. Le nervature delle due glume (con forme lanceolate o lineari lunghe 9 – 25 mm) sono diverse: quella inferiore ha una sola nervatura; quella superiore è trinervia. La resta dei lemmi (con forme lineari o lanceolate e lunghi complessivamente 30 – 80 mm) è inserita tra i due dentelli apicali del lemma stesso ed è più lunga della parte laminare. In alcune checklist queste specie possono essere descritte in un genere diverso (Anisantha).
Il numero cromosomico delle specie B. rigidus è: 2n = 42 (56 e 70).

### Ibridi, varietà e sottospecie
Il gruppo di piante Bromus sterilis L., Bromus madritensis L., Bromus diandrus Roth e quella di questa voce sono molto simili tra di loro. Spesso sono presenti delle piante con aspetto intermedio, probabilmente degli ibridi. Alcuni Autori le segregano in un genere a parte: Anisantha. Rispetto al numero di cromosomi, B. madritensis è intermedio fra queste specie: B. sterilis è diploide (2n = 14), B. rigidus e B. diandrus sono esaploidi (2n = 42); potrebbe essere un ibrido fissato per introgressione.
I taxa intermedi tra B. sterilis e B. madritensis sono indicati come var. ambiguus Coss. e Dur.; mentre quelli tra B. madritensis è B. rigidus come B. x husnotii Cumus..
Per questa specie sono indicate le seguenti due sottospecie (non sempre riconosciute valide da altre checklist):
- subsp. rigidus: (la stirpe più comune) è caratterizzata da foglie con lamine allungate e flaccide; da rami dell'infiorescenza e peduncoli delle spighette sottili e scabri; I rami dell'infiorescenza sono isolati; da spighette lunghe (senza reste) 4 – 5 mm.
- subsp. ambigens (Jordan) Pign.:  è caratterizzata da foglie con lamine brevi (4 – 7 cm) e rigide; da rami dell'infiorescenza spessi e pubescenti sono a 2 - 3; da spighette lunghe (senza reste) 5 – 7 mm. Gli habitat preferiti sono le sabbie delle spiagge e gli incolti.

### Sinonimi
Questa entità ha avuto nel tempo diverse nomenclature. L'elenco seguente indica alcuni tra i sinonimi più frequenti:
- Anisantha diandra subsp. rigida (Roth) Tzvelev
- Anisantha diandra var. rigida (Roth) Spalton
- Anisantha hispanica (Rivas Ponce) Holub
- Anisantha rigida (Roth) Hyl.
- Bromus ambigens Jord.
- Bromus asperipes Jord.
- Bromus diandrus subsp. maximus (Desf.) Soó
- Bromus diandrus subsp. rigidus (Roth) O.Bolòs, Masalles & Vigo
- Bromus diandrus var. rigidus (Roth) Sales
- Bromus diandrus subsp. rigidus (Roth) Laínz
- Bromus gussonei var. rigidus (Roth) H.Lindb.
- Bromus hispanicus Rivas Ponce
- Bromus indicus Steud.
- Bromus madritensis Cav. ex Kunth
- Bromus madritensis var. maximus (Desf.) St.-Amans
- Bromus madritensis var. rigidus (Roth) Bab. ex Syme
- Bromus matritensis Cav.
- Bromus maximus Desf.
- Bromus maximus var. minor Boiss.
- Bromus megalanthus Keng
- Bromus nitidus E.D.Clarke
- Bromus rigidus subsp. ambigens (Jord.) Pignatti
- Bromus rigidus var. ambigens (Jord.) Maire & Weiller
- Bromus rigidus f. asperipes (Jord.) Maire & Weiller
- Bromus rigidus var. gracilis Cugnac
- Bromus rigidus subsp. maximus (Desf.) Rothm. & P.Silva
- Bromus rigidus var. minor (Boiss.) Maire
- Bromus rubens Host
- Bromus rubens var. maximus (Desf.) Fiori
- Bromus rubens var. rigidus (Roth) Mutel
- Bromus sterilis var. maximus (Desf.) Kuntze
- Bromus sterilis var. rigidus (Roth) Kuntze
- Bromus villosus var. ambigens (Jord.) Asch. & Graebn.
- Bromus villosus subsp. maximus (Desf.) Rothm. & P.Silva
- Bromus villosus var. maximus (Desf.) Asch. & Graebn.
- Bromus villosus subsp. rigidus (Roth) Maire
- Bromus villosus var. rigidus (Roth) Asch. & Graebn.
- Forasaccus maximus (Desf.) Bubani
- Genea maxima (Desf.) Dumort.
- Genea rigens (Roth) Dumort.
- Genea rigida (Roth) Dumort.